# 35e cérémonie des César
La 35e cérémonie des César du cinéma, récompensant les films sortis en 2009, s'est déroulée le 27 février 2010 au théâtre du Châtelet, à Paris.
La présidente de l'édition était l'actrice Marion Cotillard et les maîtres de cérémonie étaient Valérie Lemercier et Gad Elmaleh. Cette édition a été diffusée en direct et en clair sur Canal+.
L'annonce des différentes nominations a eu lieu le 22 janvier 2010.

## Présentateurs et intervenants
Par ordre d'apparition.
- Marion Cotillard, présidente de la cérémonie
- Valérie Lemercier et Gad Elmaleh, maîtres de cérémonie
- Laura Smet, remise du César du meilleur espoir masculin
- André Dussollier, remise du César de la meilleure actrice dans un second rôle
- Marina Foïs, remise du César du meilleur scénario
- Sandrine Kiberlain, remise du César de la meilleure adaptation
- Firmine Richard et Vincent Elbaz, remise du César du meilleur son et du César de la meilleure photographie
- Fabrice Luchini, discours en hommage à Éric Rohmer, après diffusion d'extraits de ses films
- Jeanne Balibar, remise du César de la meilleure musique
- Ramzy Bedia, sketch avec Gad Elmaleh et Valérie Lemercier
- Mélanie Doutey et Pascal Elbé, remise du César du meilleur premier film
- Laetitia Casta, remise du César du meilleur acteur dans un second rôle
- Intermède musical par Gad Elmaleh et Valérie Lemercier en l'honneur de Jean-Hugues Anglade
- Sigourney Weaver, remise du César d'honneur
- Marc-André Grondin et Hafsia Herzi, remise du César du meilleur court-métrage
- Richard Berry, remise du César du meilleur espoir féminin
- Emma de Caunes et Laurent Lafitte, remise du César du meilleur film documentaire
- Tony Gatlif, remise du César du meilleur film étranger
- Virginie Efira et François-Xavier Demaison, remise du César du meilleur montage et du César du meilleur décor
- Vanessa Paradis, remise du César du meilleur réalisateur
- Elie Semoun, remise du César des meilleurs costumes
- Sketch avec Valérie Lemercier
- Mélanie Laurent, remise du César du meilleur acteur
- Gérard Depardieu, remise du César de la meilleure actrice
- Marion Cotillard, remise du César du meilleur film

## Palmarès

### Meilleur film
- Un prophète de Jacques Audiard, produit par Pascal Caucheteux, Grégoire Sorlat, Marco Cherqui
  - Les Herbes folles de Alain Resnais, produit par Jean-Louis Livi
  - À l'origine de Xavier Giannoli, produit par Édouard Weil, Pierre-Ange Le Pogam
  - Welcome de Philippe Lioret, produit par Christophe Rossignon, Philip Boëffard
  - Le Concert de Radu Mihaileanu, produit par Alain Attal
  - La Journée de la jupe de Jean-Paul Lilienfeld, 	produit par Bénédicte Lesage, Ariel Askénazi
  - Rapt de Lucas Belvaux, produit par Patrick Sobelman, Diana Elbaum, Sébastien Delloye

### Meilleur réalisateur
- Jacques Audiard pour Un prophète
  - Lucas Belvaux pour Rapt
  - Xavier Giannoli pour À l'origine
  - Philippe Lioret pour Welcome
  - Radu Mihaileanu pour Le Concert

### Meilleur acteur
- Tahar Rahim pour le rôle de Malik El Djebena dans Un prophète
  - Yvan Attal pour Rapt
  - François Cluzet pour À l'origine
  - François Cluzet pour Le Dernier pour la route
  - Vincent Lindon pour le rôle de Simon  dans Welcome

### Meilleure actrice

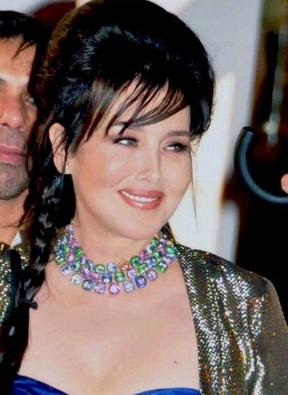
Isabelle Adjani remporte le César de la meilleure actrice pour La Journée de la jupe.

- Isabelle Adjani pour le rôle de Sonia Bergerac dans La Journée de la jupe
  - Audrey Tautou pour le rôle de Gabrielle Chanel dans Coco avant Chanel
  - Dominique Blanc pour le rôle de Anne-Marie dans L'Autre
  - Sandrine Kiberlain pour le rôle de Véronique Chambon dans Mademoiselle Chambon
  - Kristin Scott-Thomas pour le rôle de Suzanne dans Partir

### Meilleur acteur dans un second rôle
- Niels Arestrup pour le rôle de César Luciani dans Un prophète
  - Jean-Hugues Anglade pour le rôle de l'inconnu dans Persécution
  - Benoît Poelvoorde pour le rôle d'Etienne Balsan dans Coco avant Chanel
  - JoeyStarr pour son propre rôle dans Le Bal des actrices
  - Michel Vuillermoz pour le rôle de Pierre dans Le Dernier pour la route

### Meilleure actrice dans un second rôle
- Emmanuelle Devos pour le rôle de Stéphane dans À l'origine
  - Aure Atika pour le rôle de Anne-Marie dans Mademoiselle Chambon
  - Anne Consigny pour le rôle de Françoise Graff dans Rapt
  - Audrey Dana pour le rôle de Marion dans Welcome
  - Noémie Lvovsky pour le rôle de la mère d'Hervé dans Les Beaux Gosses

### Meilleur espoir masculin
- Tahar Rahim pour le rôle de Malik El Djebena dans Un prophète
  - Firat Ayverdi pour le rôle de Bilal Kayani "Bazda" dans Welcome
  - Adel Bencherif pour le rôle de Ryad dans Un prophète
  - Vincent Lacoste pour le rôle de Hervé dans Les Beaux Gosses
  - Vincent Rottiers pour le rôle de Thomas dans Je suis heureux que ma mère soit vivante

### Meilleur espoir féminin
- Mélanie Thierry pour le rôle de Magali dans Le Dernier pour la route
  - Pauline Étienne pour le rôle de Laure dans Qu'un seul tienne et les autres suivront
  - Florence Loiret Caille pour le rôle de Chloé dans  Je l'aimais
  - Soko pour le rôle de Monika dans À l'origine
  - Christa Theret pour le rôle de Lola dans LOL

### Meilleur scénario original
- Un prophète – Jacques Audiard, Thomas Bidegain, Abdel Raouf Dafri et Nicolas Peufaillit
  - À l'origine – Xavier Giannoli
  - La Journée de la jupe – Jean-Paul Lilienfeld
  - Welcome – Philippe Lioret, Emmanuel Courcol, et Olivier Adam
  - Le Concert – Radu Mihaileanu, Alain-Michel Blanc, Matthew Robbins, Héctor Cabello Reyes et Thierry Degrandi

### Meilleure adaptation
- Mademoiselle Chambon – Stéphane Brizé et Florence Vignon (adapté du roman homonyme de Éric Holder)
  - Coco avant Chanel – Anne Fontaine et Camille Fontaine (adapté du roman L'Irrégulière de Edmonde Charles-Roux)
  - Le Dernier pour la route – Philippe Godeau et Agnès de Sacy (adapté du roman homonyme de Hervé Chabalier)
  - Le Petit Nicolas – Laurent Tirard et Grégoire Vigneron (adapté de la bande dessinée homonyme de René Goscinny et Jean-Jacques Sempé)
  - Les Herbes folles – Alex Révarl et Laurent Herbiet (adapté du roman L'Incident de Christian Gailly)

### Meilleurs décors
- Un prophète – Michel Barthélémy
  - Micmacs à tire-larigot – Aline Bonetto
  - OSS 117 : Rio ne répond plus – Maamar Ech-Cheikh
  - À l'origine – François-Renaud Labarthe
  - Coco avant Chanel – Olivier Radot

### Meilleurs costumes
- Coco avant Chanel – Catherine Leterrier
  - Coco Chanel et Igor Stravinsky – Chattoune et Fab
  - OSS 117 : Rio ne répond plus – Charlotte David
  - Micmacs à tire-larigot – Madeline Fontaine
  - Un prophète – Virgine Montel

### Meilleure photographie
- Un prophète – Stéphane Fontaine
  - Coco avant Chanel – Christophe Beaucarne
  - Welcome – Laurent Dailland
  - Les Herbes folles – Éric Gautier
  - À l'origine – Glynn Speeckaert

### Meilleur montage
- Un prophète – Juliette Welfling
  - À l'origine – Célia Lafitedupont
  - Les Herbes folles – Hervé de Luze
  - Welcome – Andréa Sedlackova
  - Le Concert – Ludo Troch

### Meilleur son
- Le Concert – Pierre Excoffier, Bruno Tarrière et Sélim Azzazi
  - Welcome – Pierre Mertens, Laurent Quaglio et Éric Tisserand
  - À l'origine – François Musy et Gabriel Hafner
  - Un prophète – Brigitte Taillandier, Francis Wargnier et Jean-Paul Hurier
  - Micmacs à tire-larigot – Jean Umansky, Gérard Hardy et Vincent Arnardi

### Meilleure musique
- Le Concert – Armand Amar
  - Non ma fille tu n'iras pas danser – Alex Beaupain
  - Un prophète – Alexandre Desplat
  - À l'origine – Cliff Martinez
  - Welcome – Nicola Piovani

### Meilleur premier film
- Les Beaux Gosses de Riad Sattouf
  - Le Dernier pour la route de Philippe Godeau
  - Espion(s) de Nicolas Saada
  - La Première Étoile de Lucien Jean-Baptiste
  - Qu'un seul tienne et les autres suivront de Léa Fehner

### Meilleur film documentaire
- L'Enfer d'Henri-Georges Clouzot de Serge Bromberg et Ruxandra Medrea
  - La Danse, le ballet de l'Opéra de Paris de Frederick Wiseman
  - Himalaya, le chemin du ciel de Marianne Chaud
  - Home de Yann-Arthus Bertrand
  - Ne me libérez pas je m'en charge de Fabienne Godet

### Meilleur court-métrage
- C'est gratuit pour les filles de Claire Burger et Marie Amachoukeli
  - ¿Dónde está Kim Basinger? d'Édouard Deluc
  - La Raison de l'autre de Foued Mansour
  - Séance familiale de Cheng-Chui Kuo
  - Les Williams d'Alban Mench

### Meilleur film étranger
- Gran Torino de Clint Eastwood •  États-Unis
  - Avatar de James Cameron •  États-Unis
  - Harvey Milk (Milk) de Gus Van Sant •  États-Unis
  - J'ai tué ma mère de Xavier Dolan-Tadros •  Canada
  - Panique au village de Stéphane Aubier et Vincent Patar •  Belgique
  - Le Ruban blanc (Das Weiße Band) de Michael Haneke •  Allemagne
  - Slumdog Millionaire de Danny Boyle •  Royaume-Uni

### César d'honneur
- Harrison Ford